# Presidente Sarney
Presidente Sarney – miasto i gmina w Brazylii leżące w stanie Maranhão. Gmina zajmuje powierzchnię 724,154 km². Według danych szacunkowych w 2016 roku miasto liczyło 18 615 mieszkańców. Położone jest około 120 km na zachód od stolicy stanu, miasta São Luís, oraz około 1800 km na północ od Brasílii, stolicy kraju. 
W 2014 roku wśród mieszkańców gminy PKB per capita wynosił 7008,53 reais brazylijskich.